# Campeonato Mundial de Ginástica Artística de 1903
O I Campeonato Mundial de Ginástica Artística transcorreu entre os dias 14 e 18 de agosto de 1903, na cidade de Antuérpia, Bélgica, e contou apenas com as provas masculinas. 

## Eventos
- Equipes
- Individual geral
- Barras paralelas
- Barra fixa
- Argolas
- Cavalo com alças

## Medalhistas
Masculinos
| Evento           | Ouro | Prata | Bronze |
| Equipes          | Allégre · Joseph Bollet · Georges Charmoille · Daube · Georges Dejaeghere · J. Lecontre · Joseph Lux · Josef Martinez · Pierre Payssé · França · (990,000) | Jan Calson · Eugene Dua · Charles Lannie · Paul Mangin · Auguste van Ackere · Albert van de Roye · Charles van Hulle · Bélgica · (981,000) | Andre Bordang · Antoine Bordang · Paul Fournelle · Francois Hentges · Albert Kayser · Theodore Kimmes · Nicolas Kummer · Jean Lacaff · Martin Müller · Luxemburgo · (909,000) |
| Individual geral | Josef Martinez · França · (122,000) | Georges Wierincky · Bélgica · Joseph Lux · França · (121,500)                                                                              | nenhum |
| Barra fixa       | Josef Martinez · França · (20,500) | Charles van Hulle · Bélgica · J. Lecoutre · Pierre Payssé · França · (20,000)                                                              | nenhum |
| Cavalo com alças | Georges Dejaghère · Joseph Lux · França · Henricus Thyssen · Países Baixos · (18,000)                                                                      | nenhum | nenhum |
| Barras paralelas | Josef Martinez · França · Françoise Hentges · Luxemburgo · (20,000)                                                                                        | nenhum | Eugène Dua · Bélgica · André Bordang · Luxemburgo · (19,500) |
| Argolas          | Josef Martinez · França · Françoise Walravens · Bélgica · (20,000)                                                                                         | Joseph Lux · França · (19,000) | nenhum |

## Quadro de medalhas
| Ordem | País          |   |   |   |    |
| 1     | França        | 7 | 4 | 0 | 11 |
| 2     | Luxemburgo    | 1 | 0 | 2 | 3  |
| 3     | Países Baixos | 1 | 0 | 0 | 1  |
| 4     | Bélgica       | 0 | 4 | 1 | 5  |
| TOTAL | TOTAL         | 9 | 8 | 3 | 20 |